# Eresia clio
Eresia clio är en fjärilsart som beskrevs av Auct. Eresia clio ingår i släktet Eresia och familjen praktfjärilar. Inga underarter finns listade i Catalogue of Life.